# Santa María Auxiliadora en Vía Tuscolana (título cardenalicio)
Santa María Auxiliadora en Vía Tuscolana es un título cardenalicio diaconal de la Iglesia Católica. Fue instituido por el papa Pablo VI en 1967 con la constitución apostólica Ad guberncula christianae.

## Titulares
- Francesco Carpino; título presbiteral pro illa vice (26 de junio de 1967 - 27 de enero de 1978)
- Giuseppe Caprio (30 de junio de 1979 - 26 de noviembre de 1990)
- Pio Laghi (28 de junio de 1991 - 26 de febrero de 2002)
- Tarcisio Bertone, S.D.B.; título presbiteral pro illa vice (21 de octubre de 2003 - 10 de mayo de 2008)
- Paolo Sardi (20 de noviembre de 2010 - 13 de julio de 2019)
- Ángel Fernández Artime, S.D.B. (30 de septiembre de 2023)